# Dežerice
Dežerice (allemand : Descher ,hongrois : Dezsér) est un village de Slovaquie situé dans la région de Trenčín.

## Histoire
Première mention écrite du village en 1208.

## Démographie

### Évolution de la population
| Année:               | 1994. | 2004.   | 2014.    | 2024.    |
| -------------------- | ----- | ------- | -------- | -------- |
| Nombre de personnes: | 573   | 613     | 763      | 1150     |
| Différence:          |       | +6,98 % | +24,46 % | +50,72 % |

| Année:               | 2023. | 2024.   |
| -------------------- | ----- | ------- |
| Nombre de personnes: | 1137  | 1150    |
| Différence:          |       | +1,14 % |